# Sorin Petcu
Sorin Petcu, född den 1 april 1974 i Valea Nucarilor, Rumänien, är en rumänsk kanotist.
Han tog bland annat VM-silver i K-4 200 meter i samband med sprintvärldsmästerskapen i kanotsport 1994 i Mexico City.